# Haus Stein (Essen)
Haus Stein ist ein mittelalterlicher, ehemaliger Rittersitz im Birkmannsweg 35 im heutigen Essener Stadtteil Haarzopf.

## Geschichte
Haus Stein wurde im Grenzgebiet zwischen der Herrschaft Broich, des Stiftes Essen und der Abtei Werden als Dienstmannlehen der Abtei Werden errichtet. Es wurde erstmals 1360 urkundlich erwähnt, als Ritter Heinrich von Luttelnau von der Burg Luttelnau an der Ruhr in Kettwig mit Haus Stein belehnt wurde.
Ein erster Ausbau zur Wasserburg fand um 1550 statt. Die Anlage bestand damals aus einem Herrenhaus und einer Vorburg mit Wirtschaftsgebäuden. Die Anlage war von einem Wassergraben umgeben, der innen auch Herrenhaus und Vorburg trennte. Der überlieferte Flurname An der Porten soll auf eine frühere Zugbrücke über den Graben hinweisen.
Ab 1625 wurde die Anlage von verschiedenen Besitzern weiter vergrößert. Ab 1674 war das Haus im Besitz des Franz Maximillian von Holling, einem von Kaiser Leopold I. in den Adelsstand erhobenen Hauptmann und Amtmann des reichsunmittelbaren Lehens Mülheim-Styrum. Von Holling beseitigte Kriegsschäden und erweiterte das Haus um eine Hauskapelle und ein Back- und Brauhaus.
1765 wurde der 1215 erstmals urkundlich erwähnte Hof Birkmann von Henrich Birkmann und seiner Ehefrau Gertrud geborene Hölters für 2750 Reichstaler von der Besitzerin des Hauses Stein erworben. 1786 wurde auf Betreiben des Werdener Abtes Bernhard II., das Back- und Brauhaus, sowie das Halfmannshaus abgerissen und 300 Meter weiter auf Abtei Werdener Gebiet als neuer Halfmannshof, Neuen Stein (Neusteinshof), wieder errichtet. Im 18. Jahrhundert baute man an das Haupthaus Seitenflügel an.
1795 wurde die gleichnamige Flur Haus Stein parzellenweise mit lehnsherrlicher Bewilligung veräußert. Am 26. Juni 1798 wurde der damalige Ankäufer Johann Wilhelm Buschbruck mit der Hauptsohle belehnt. Am 26. November 1828 wurde der Besitz auf Antrag der Erben von Buschbruck öffentlich versteigert. Der Viehhändler Wilhelm Hinninghofen erhielt mit dem Meistgebot von 1400 Talern den Zuschlag.
Als die Besitzer verarmten, verfiel die Anlage und wurde im 19. Jahrhundert zum Großteil abgerissen. Erhalten sind umgebaute Wirtschaftsgebäude des 19. Jahrhunderts und der südöstliche Seitenflügel sowie ein Teil des Kellergewölbes vom Mitteltrakt des Hauptgebäudes.
Teile des Seitenflügels wurden um 1900 verputzt. Auch wurden Teile des Wassergrabens wieder mit Wasser gefüllt. Weitere Grabenstücke sind noch heute im Gelände erkennbar.
1985 wurden einige mittelalterliche Mauerreste und die Keller mit Tonnengewölbe als Baudenkmal unter Schutz gestellt.
1998 wurde die Anlage umfangreichen Umgestaltungs- und Renovierungsmaßnahmen unterzogen. Dabei wurden Reste des mittelalterlichen Wohnturms entdeckt, die in den Seitenflügel integriert worden waren. Der erhaltene Seitenflügel ist heute ein privates Wohnhaus und nicht öffentlich zugänglich.